# Lienella fossoria
Lienella fossoria är en stekelart som beskrevs av André Seyrig 1952. Lienella fossoria ingår i släktet Lienella och familjen brokparasitsteklar. Inga underarter finns listade i Catalogue of Life.